# 음력 12월 9일
음력 12월 9일은 음력 12월의 9번째 날이다.

## 사건
- 1966년 - 대한민국 해군 56함 침몰 사건이 일어나면서 승조원 39명 전사.

## 문화
- 1987년 - 서울 여의도에 대한민국 국회도서관 완공.
- 2003년 - 대구 도시철도 1호선 중앙로역 재개통.

## 탄생
- 1958년 - 대한민국의 가수 이문세.
- 1980년
  - 대한민국의 래퍼 개코 (CB 매스, 다이나믹 듀오).
  - 대한민국의 배우 정우.
  - 대한민국의 배우 박윤재.

## 사망
- 2022년 - 대한민국의 사진작가 김중만.

## 같이 보기
- 음력 360일: 1월 2월 3월 4월 5월 6월 7월 8월 9월 10월 11월 12월
- 전날:12월 8일 다음날:12월 10일 - 전달:11월 9일 다음달:1월 9일
- 양력:12월 9일
- 음력, 윤달